# Міст Рудольфа фон Габсбурга
49°13′40″ пн. ш. 8°23′09″ сх. д. / 49.227777777778° пн. ш. 8.3858333333333° сх. д.
Міст Рудольфа фон Габсбурга (нім. Rudolf-von-Habsburg-Brücke) — автомобільний міст через Рейн поблизу Гермерсгайма, на федеральній автомагістралі 35, яка сполучає Гермерсгайм з Філіппсбургом.
Вутий сталевий балковий міст має загальну довжину 605 м. 
Градієнт становить від 1,0% до 1,4% . 
Споруда має чотири смуги руху та тротуар з обох боків. 
Споруджено в 1968-71 рр. 
18 жовтня 2008 року будівлю найменовано на честь короля Рудольфа Габсбурга, який надав Гермерсгайму міські права в 1276 році. 

## Опис
Автомобільний шляхопровід на правому березі Рейну складається з п'ятипрогонового попередньо напруженого залізобетонного мосту довжиною 229 м. Далі йде трипрогоновий сталевий міст довжиною 287 м, а на лівому березі Рейну — двопрогоновий попередньо напружений залізобетонний міст довжиною 89 м. Суцільні мости мають двостінний тавровий поперечний переріз та рівномірні прольоти 45,8 м на правому березі Рейну та 44,5 м на лівому березі.
Конкурс, оголошений в 1966 році, виграв Гельмут Гомберг для консорціуму «Rheinstahl Union Brückenbau», Дортмунд і Züblin, Штутгарт. 

Керівник відділу «Проектування мостобудівних робіт» компанії Rheinstahl Union Brückenbau Ульріх Крюгер відіграв ключову роль у реалізації цієї споруди. 

Це сталевий балковий міст з прольотами 61 м у двох крайніх прольотах та 165 м в головному прольоті. 
Висота конструкції становить 5,35 м над основними опорами, 5,0 м посередині потоку та 4,1 м на кінцях сталевої конструкції. 
У поперечному напрямку прогонова будова складається з таврової балки з двома суцільностінними головними балками та ортотропною плитою настилу. 
Головні балки розташовані на відстані 14,34 м одна від одної, а ширина нижнього поясу становить 1,2 м. 
Поперечні балки висотою 0,8 м, розташовані перпендикулярно до них, виступають на 4,48 м з обох боків і розташовані на відстані 1,81 м одна від одної в зоні центральних опор і 2,24 м одна від одної в крайніх прольотах. 
Над річкою кліренс складає 9,1 м за найвищого судноплавного рівня води.
На кінцях основні балки сталевого мосту з'єднані зі стінками бетонних мостів горизонтальними шарнірними болтами.
Підмурівок пілонів закладено на 7 м нижче річища за допомогою сталевого кесона, берегові пілони мають колодязні фундаменти.
Міст побудовано консольним методом.